# Jirō Ushio
Jirō Ushio (japanisch 牛尾 治朗, Ushio Jirō; geboren 12. Februar 1931 in der Präfektur Hyōgo, gestorben 13. Juni 2023) war ein japanischer Unternehmer der späten Shōwa- und Heisei-Zeit.

## Leben und Wirken
Jirō Ushio war der Enkel des Steuerfachmannes und Vermögensmillionärs Ushio Umekichi (牛尾 梅吉; 1864–1834) und Sohn des Unternehmers Ushio Kenji (牛尾 健治; 1898–1985). Er machte 1953 seinen Studienabschluss an der Universität Tokio und nahm eine Tätigkeit bei der Bank of Tokyo auf. Von 1956 bis 1957 bildete er sich an der University of California weiter.
Nach seiner Rückkehr trat Ushio in das Familienunternehmen „Ushio Industries“ ein. 1964 machte er sich mit der Elektroniksparte des Unternehmens selbstständig und gründete die „Ushio Inc“ (ウシオ電機, Ushio Denki) mit dem Schwerpunkt Entwicklung und Herstellung von Speziallampen und Lichtequipment. Er wurde Präsident und 1979 Vorstandsvorsitzender.
Bereits 1969 wurde Ushio Präsident der „Junior Chamber International Japan“. 1956 wurde er stellvertretender Geschäftsführer der Wirtschaftsvereinigung „Keizai dōyūkai“ (経済同友会), 1995 Geschäftsführer und ab 1996 Sonderberater der Wirtschaftsvereinigung.